# Korean-Air-Lines-Flug 642
Der Korean-Air-Lines-Flug 642 (Flugnummer: KE642) war ein Frachtflug einer Boeing 707-373C der südkoreanischen Fluggesellschaft Korean Air Lines vom Flughafen Teheran-Mehrabad zum Flughafen Seoul-Gimpo am 2. August 1976. Auf diesem Flug wurde die Maschine kurz nach dem Start gegen einen Berg geflogen, wobei alle fünf Insassen starben und das Flugzeug zerstört wurde.

## Maschine und Insassen
Bei der verunglückten Maschine handelte es sich um eine 1967 im Werk von Boeing auf dem Boeing Field im US-Bundesstaat Washington gebaute Boeing 707-373C. Der Erstflug der Maschine erfolgte am 27. Oktober 1967. Die Maschine wurde als die 632. Boeing 707 aus laufender Produktion mit der Werknummer 19715 endmontiert. Am 7. November 1967 wurde die Maschine neu an die World Airways ausgeliefert, wo sie mit dem Luftfahrzeugkennzeichen N369WA in Betrieb ging. Von September 1970 bis Juni 1971 war die Maschine an die Pakistan International Airlines verleast und trug in dieser Zeit das Kennzeichen AP-AWE. Die Maschine erhielt anschließend ihr altes Kennzeichen N369WA zurück und wurde ab September 1971 an die Korean Air Lines verleast. Das Kennzeichen wurde schließlich in HL7412 geändert. Das vierstrahlige Langstrecken-Schmalrumpfflugzeug war mit vier Mantelstromtriebwerken des Typs Pratt & Whitney JT3D-3B ausgestattet.
Auf dem Frachtflug befand sich eine fünfköpfige Besatzung an Bord der Maschine.

## Unfallhergang
Mit der Maschine wurde an diesem Tag ein Frachtflug von London nach Seoul mit einem planmäßigen Zwischenstopp in Teheran durchgeführt. Die Besatzung erhielt eine Freigabe zum Start von Startbahn 29 des Flughafens Teheran-Mehrabad. Der Start wurde unter eingeschränkten Sichtbedingungen durchgeführt. Die Piloten wichen von den Standardprozeduren für einen Start von dem Flughafen ab. Anstatt eine Linkskurve zu fliegen, lenkten sie die Maschine nach rechts. Die Maschine kollidierte 17 Kilometer westnordwestlich des Startflughafens in einer Höhe von 2.020 Metern (6.630 Fuß) mit einem Berg, wobei sie völlig zerstört wurde und alle fünf Besatzungsmitglieder ihr Leben verloren.

## Ursache
Als Unfallart wurde ein Controlled flight into terrain festgestellt, der aus einer Missachtung der Standardprozeduren für Starts von der Startbahn 29 des Flughafens Teheran-Mehrabad resultierte.